# 佐原街道
佐原街道（さわらかいどう）は千葉県成田市から香取市佐原に至る街道である。当項目では、佐原から香取神宮（香取市香取）に至る「香取街道」も記述する。なお、佐原街道と香取街道を合わせて「佐原・香取道」と称される。

## 佐原街道
成田市成田の成田山新勝寺から香取市佐原イに至る街道である。現在は国道51号が踏襲している。成田街道（水戸佐倉道）の延長にあり、利根川流域にあった銚子街道や香取郡多古町に至る多古街道と佐原で接続していた。「香取街道」ともよばれる。

## 香取街道
香取市佐原イから香取市香取の香取神宮に至る街道である。現在は県道55号佐原山田線が踏襲している。佐原街道と合わせて「佐原・香取街道」とも呼ばれる。

## 主な経由地
- 佐原街道 : 成田市 - 旧大栄町（現 成田市） - 香取市佐原イ
- 香取街道 :香取市佐原イ - 香取市香取